# Cerura zickerti
Cerura zickerti är en fjärilsart som beskrevs av Frings. 1904. Cerura zickerti ingår i släktet Cerura och familjen tandspinnare. Inga underarter finns listade i Catalogue of Life.